# Рудник (Лосицький повіт)
Рудник (пол. Rudnik) — село в Польщі, у гміні Лосиці Лосицького повіту Мазовецького воєводства. Населення — 217 осіб (2011).

## Історія
За даними етнографічної експедиції 1869—1870 років під керівництвом Павла Чубинського, у селі переважно проживали римо-католики, меншою мірою — греко-католики, які здебільшого розмовляли українською мовою.
У 1975—1998 роках село належало до Білопідляського воєводства.

## Демографія
Демографічна структура станом на 31 березня 2011 року:
|          | Загалом | Допрацездатний вік | Працездатний вік | Постпрацездатний вік |
| -------- | ------- | ------------------ | ---------------- | -------------------- |
| Чоловіки | 105     | 23                 | 65               | 17                   |
| Жінки    | 112     | 33                 | 55               | 24                   |
| Разом    | 217     | 56                 | 120              | 41                   |